# Robert W. Lucky

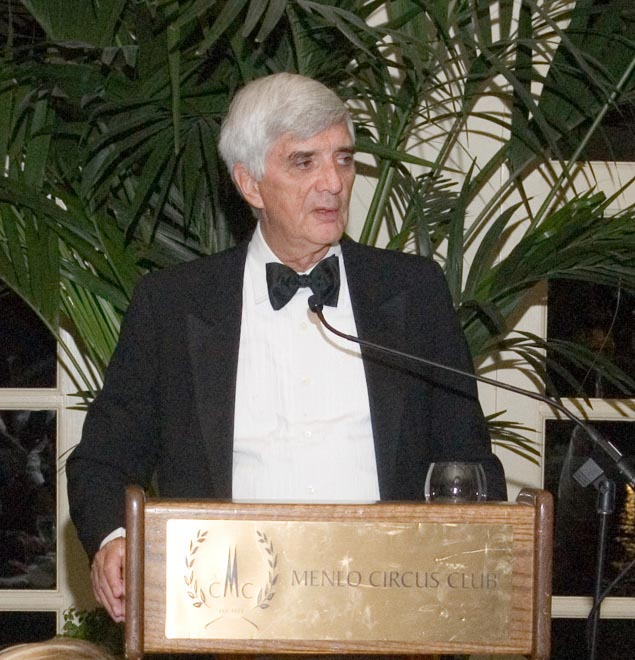
Robert W. Lucky

Robert Wendell Lucky (* 9. Januar 1936 in Pittsburgh; † 10. März 2022; auch Bob Lucky) war ein US-amerikanischer Elektroingenieur.
Robert W. Lucky studierte Elektrotechnik an der Purdue University mit dem Bachelor-Abschluss 1957 und dem Master-Abschluss 1959. Zwei Jahre später wurde er 1961 bei John C. Hancock an der Purdue University promoviert. Seine Dissertation war über digitale Kommunikation mit gleichzeitiger Phasen- und Amplitudenmodulation, die Ideen der Quadraturamplitudenmodulation vorwegnahm. Ab 1961 war er an den Bell Laboratories, wo er zunächst im Data Theory Department von William R. Bennett war. 1964 erfand er dort den Adaptive Equalizer. 1982 wurde er Direktor der Abteilung Forschung über Kommunikationssysteme. 1992 verließ er Bell Labs und ging zu Bellcore (ab 1994 Telcordia Technologies), wo er Corporate Vice President war, zuständig für Forschungsmanagement. 2002 ging er in den Ruhestand.
Seine Erfindung des Adaptive Equalizer ermöglichte 1964 gleich bei Einführung eine Vervierfachung der digitalen Übertragungsrate der Telefon-Modems (von 2400 auf 9600 Bits/Sekunde). Es wird heute in jedem Modem als Subroutine eines eingebetteten Mikroprozessors verwendet.
Lucky war Herausgeber der Proceedings of the IEEE und Präsident der IEEE Communications Society, war Vorsitzender des US Air Force Scientific Advisory Board und des Technological Advisory Council der Federal Communications Commission. Außerdem ist er Mitglied des Defense Science Board.
1998 erhielt er den Golden Jubilee Award der IEEE Information Theory Society für die Erfindung von adaptiven Equalizer-Methoden. 1987 erhielt er den Marconi-Preis und 1995 die IEEE Edison Medal.
Er war Fellow des IEEE und der National Academy of Engineering.
Lucky war auch für Essays und Reden zu Technologie und Technikkultur bekannt. Zwischen 1982 und 2018 verfasste er eine zweimonatlich erscheinende Kolumne (Reflections) im Magazin IEEE Spectrum.

## Schriften
- mit J. Salz, E. J. Weldon: Principles of Communication, McGraw Hill 1965
- Lucky strikes again, Wiley, IEEE 1992
- Silicon dreams, St. Martins Press 1989